# 전지수 (미스코리아)
전지수(1991년 5월 29일 ~ )는 대한민국의 2013년 미스코리아 경남 선(善)이다.

## 프로필
- 출생: 1991년 5월 29일
- 신체: 172.4cm, 52.8kg, 35-24-36
- 학력: 동의대학교 실용음악과
- 수상: 2013년 미스코리아 경남 선(善)
- 취미: 요리, 노래듣기
- 특기: 노래부르기